# Anuak

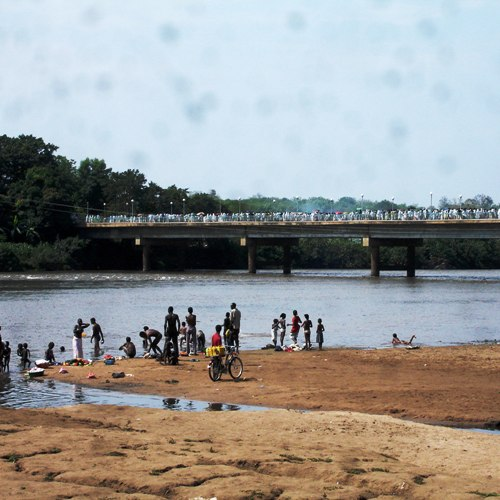
Lud Anuak na brzegach rzeki Baro w regionie Gambela

Anuak – nilotycka grupa etniczna zamieszkująca głównie wzdłuż rzek południowo-wschodniego Sudanu Południowego, jak również Etiopii, zwłaszcza w regionie Gambela. Liczą około 300–350 tys. osób.